# My December
My December è il terzo album della cantante statunitense Kelly Clarkson, pubblicato il 26 giugno 2007 dalla RCA Records.

## Descrizione

### Pubblicazione
La cantante ha confermato poco tempo prima della pubblicazione del disco che il titolo del nuovo progetto sarebbe stato My December sul suo journal fanclub.
L'album contiene tredici canzoni e si differenzia dai precedenti per sonorità molto più rock, in brani come Sober o Never Again. Ha debuttato alla seconda posizione della classifica statunitense Billboard Hot 100 e generalmente ha avuto un buon successo in tutto il mondo, entrando tra le prime cinque posizioni delle classifiche di diversi paesi. Tuttavia, non è riuscito a replicare il successo del precedente Breakaway, che aveva venduto più di undici milioni di copie in tutto il mondo.
Inizialmente la data della pubblicazione, come riportato sul suo sito ufficiale doveva essere il 24 luglio 2007, ma venne successivamente anticipata al 26 giugno 2007 (il 22 giugno in Italia) poiché la Clarkson espresse il suo dissenso nel cominciare il tour l'11 luglio 2007 senza aver ancora diffuso l'album.
Nel dicembre 2007 l'album è stato certificato disco di platino dalla RIAA, per aver superato un milione di spedizioni ed ha finora venduto circa due milioni di copie in tutto il mondo.
I singoli estratti sono quattro: Never Again, che ha avuto un buon successo in tutto il mondo, Sober, Don't Waste Your Time e One Minute.

### Storia
La cantante iniziò a scrivere e comporre le canzoni di My December durante il suo internazionale Breakaway World Tour. In un'intervista, Clarkson disse:
"Tutto mi raggiunse in malo modo. Il mio corpo si stava logorando, e le mie emozioni pure. Stavo cercando di avere qualcuno, non ho visto i miei amici e la mia famiglia per un bel po' di tempo, e stava cominciando a diventare una seccatura [il vederli] perché ero troppo impegnata. Viaggiavo, e venivano aggiunte sempre più cose al programma. Era tutto così caotico. Avevo solo 24 anni, ed è un'età troppo giovane per essere il capo di così tanta roba. E la cosa mi travolse. Non riuscivo a sorridere. Non riuscivo a fare nulla. Ero distrutta. Ho pianto così tanto, non riuscivo a parlare. Ero molto stanca. Ero esausta. Non avevo voglia di far finta di star bene, non volevo sorridere -- Non volevo fingere. Ero emotivamente sfinita. ... È stato il momento più basso di tutta la mia vita e della mia carriera."
Durante questo periodo, ha scritto canzoni che sarebbero poi eventualmente divenute parte del suo album e lo scrivere queste canzoni lo riteneva "come una terapia". Questi sentimenti ispirarono la canzone Irvine, che racconta di quando lei stava ad Irvine, in California. Questo brano sarebbe poi stata usata nella quinta stagione di One Tree Hill nell'episodio intitolato "4 anni, 6 mesi, 2 giorni"
"Tutti i miei album preferiti — Jagged Little Pill, qualunque album degli U2, Tragic Kingdom — li amo per come sono quasi un racconto, dall'inizio alla fine. Specialmente Jagged Little Pill.
L'ultima canzone di My December, "Irvine", è stato letteralmente il momento più deprimente che abbia mai avuto nella mia vita. L'ho scritta dopo il mio show ad Irvine nel mio ultimo tour. Ero esaurita. Ero veramente in difficoltà ad avere qualcuno fuori dalla mia vita, e trovare qualche persona che tenesse realmente a me. L'intera canzone è una preghiera. L'ho scritta nel bagno del locale dopo lo show. Ho dovuto cancellare il mio meet-and-greet; è l'unico meet-and-greet che abbia mai cancellato. Non riuscivo a sorridere. È stata una brutta, pessima notte."

### Conflitto con la casa discografica
Prima dell'uscita dell'album, fonti hanno riportato che Clive Davis, il capo della Sony BMG, era insoddisfatto dell'album. Davis ha detto che voleva che la cantante facesse dei notevoli cambiamenti all'album, alcune indiscrezioni dissero che voleva addirittura cancellare l'intero album e darle del nuovo materiale prodotto dalla casa discografica.
La cantante, come è stato riportato, ha rifiutato di cambiare qualunque materiale.
Inizialmente, queste notizie furono smentite sia dalla RCA che da Clive Davis, che disse che Clarkson era "una dei quattro artisti più importanti della Sony-BMG" e voleva assicurarsi che fosse trattata così come le spettava.
Tuttavia, la cantante più tardi confermò che le indiscrezioni erano reali. Non solo dichiarò che Davis voleva frenare l'uscita dell'album, ma inoltre affermò che la sua casa discografica riteneva che l'album fosse "troppo negativo" e dark.
Ha inoltre dichiarato più volte che riconosce che le vendite di My December non rivaleggiano con il successo di Breakaway. Tuttavia, l'ha paragonato allo storico album del 1982 Nebraska di Bruce Springsteen, che era volutamente anti-commerciale ma gli ha fatto ottenere una strepitosa reputazione, come lei ha affermato, di "un artista completo". Clarkson ha affermato:
"Ho venduto più di 15 milioni di album in tutto il mondo, e ancora nessuno ha sentito cosa voglio dire. Non me n'è mai fregato un c***o di diventare una star. Ho sempre voluto cantare e scrivere."
Il giudice di American Idol, Simon Cowell, commentò la situazione in un servizio di Entertainment Weekly dicendo:
"Kelly non è un pupazzo; non le piace fare quello che le viene detto di fare. Ha potuto scegliere la strada più facile in passato, andando con Max Martin [il produttore di "Since U Been Gone" ], che è un successo garantito.
Ma ora ha reso assolutamente chiaro che vuole concentrarsi solo sulla qualità della musica in questo album. Dovreste solo dire "Sai cosa? Questa ragazza ci ha fruttato milioni e milioni di soldi."e darle questa opportunità. Se funziona, fantastico. Se poi vorrà fare un album pop, ogni bravo scrittore e produttore vorrà assolutamente lavorare con lei. Perché Kelly starà qui per 30 anni. Attualmente ha una delle migliori voci pop nel mondo.
Quello che ha venduto in Gran Bretagna, Europa, Asia non ha nulla a che fare con American Idol.
Tutto è avvenuto unicamente perché ha fatto un bellissimo album e perché ha una magnifica voce. Non è una ragazza che è stata fortunata ad esser presa in un talent show; siamo stati noi fortunati ad averla trovata."
La controversia si calmò per un breve lasso di tempo, ma è rinvenuta fuori quando Clarkson cancellò in suo tour per My December e licenziò il suo manager, Jeff Kwatinetz.
Jeff Kwatinetz, pur dopo il licenziamento, ha difeso il disco contro la casa discografica di Kelly, dicendo:
"È un album meraviglioso dall'inizio alla fine. Kelly mi è sembrata come una cantautrice con 30 anni di carriera. Se l'album non ottiene quello che l'ultimo album ha avuto, se non vende 5,7 milioni negli USA e non ha quattro hits numero 1, allora è un fallimento? No. È ridicolo che è stata oppressa da queste aspettative. Questo album è già un successo perché Kelly c'ha messo tutta se stessa, si è evoluta ed è cresciuta. E spero che continui a fare quello che sta facendo."
Il manager Narvel Blackstock, il marito di Reba McEntire, "La regina del Country", è stato assunto dalla Clarkson per diventare il suo personal manager. Riguardo al suo tour cancellato, le deludenti vendite dei biglietti furono riconosciute come uno dei fattori principali del cancellamento, e la Clarkson affermò che per andare in tour era "troppo presto".
Dopo aver congedato il suo manager e cancellato il suo tour, Clarkson apparve su un numero di Elle Magazine, dove era rivelato che Davis offrì alla Clarkson $10 milioni di dollari per rimuovere cinque canzoni dall'album per sostituirle con altre cinque molto più orecchiabili scelte da Davis — inclusa Black Hole che poi venne messo nell'album di Lindsay Lohan, A Little More Personal (Raw). Clarkson rifiutò l'offerta e dichiarò:
"Sono una brava cantante, e quindi probabilmente non posso essere una brava scrittrice?Le donne non possono essere brave a fare due cose? Non ho perso il mio stato di collera riguardo a ciò. Mi sono solo lasciata trasportare da esso. Se quello che volete fare è farmi sprofondare, bene. Lavorerò molto più sodo."
Reba McEntire rispose a questa situazione nello stesso numero, lodando Clarkson:
"Tornando indietro nel tempo, alle artiste femminili veniva detto di cantare e poi di tornare nell'angolino. Grazie a Dio ci sono state persone come Dolly Parton che non l'hanno accettato.
Kelly è nella stessa situazione. Sa quello che vuole. Ed ha avuto un brutto impatto con questa cosa nel business musicale. La gente crede che ha solamente vinto American Idol e tutto le è diventato più facile. No. Ha dovuto lottare."
In un'edizione di USA Weekend, Clarkson affermò:
"Sarò onesta con voi: non sono una sua fan. Lo rispetto [Clive Davis] ma sinceramente non farei un barbeque con lui. Non ci facciamo le treccine ai nostri capelli. E malgrado le indiscrezioni, non è minimamente somigliante ad una figura paterna."
Benché il giudice di American Idol patteggiasse inizialmente per Kelly, dopo le affermazioni della cantante riguardo a Davis affermò:
"Aspetto e make up, decide solamente cosa è meglio, accetta le sue proposte! Clive Davis, ad 80 anni, è meglio del 99% delle persone nel business musicale di 20,30 e 40 anni. E non ne dimostra assolutamente 80, ma molti di meno. Kelly è una delle migliori e lo sarà sempre, ma Clive è il capo della casa discografica. È il suo lavoro consigliare"
Poche settimane dopo la pubblicazione di My December, Clarkson ha pubblicamente affermato che tutte le controversie riguardo alla sua ipotetica "vendetta" contro la casa discografica sono state ingigantite troppo.
In un post del suo sito internet, Clarkson ha dichiarato:
"C'è stata un'infinità di articoli riguardante le vicence pre-uscita dell'album "My December", dei quali la maggior parte si sono focalizzate su una ipotetica mia vendetta ai danni della casa discografica, in special modo di Clive Davis. Voglio mettere ordine su queste cose, dicendo che voglio la mia band, i miei consiglieri e la mia casa discografica è come una grande, affiatata famiglia. Come ogni famiglia litighiamo e discutiamo qualche volta ma, alla fine, è il rispetto e l'ammirazione che ci tiene uniti.
Sono state inventate molte cose dalla stampa sulla relazione tra me e Clive.
Molti di questi sono stati ingigantiti e messi fuori contesto.
Contrariamente da quanto è fuoriuscito dai recenti articoli della stampa, sono ben consapevole che Clive è uno dei più grandi discografici di tutti i tempi.
È stato un consigliere chiave ed ha messo un grande impegno per il mio successo fino ad oggi. Mi ha inoltre dimostrato rispetto pubblicando il mio nuovo album quando non era obbligato a farlo.
Sono molto rammaricata per come è stato strumentalizzato il fatto e voglio scusarmi con chiunque io abbia fatto un torto. Non ho mai voluto offendere nessuno. Adoro la musica, ed adoro la gente con la quale sono fortunata di lavorare. Sono felice che il mio team è con me e sono impaziente del futuro."

#### La controversia diAmerican Idol
È sembrato che Kelly sia stata trascurata da Davis durante la sua apparizione alla puntata finale di American Idol sesta stagione, quando è apparso per promuovere i singoli o gli album di altri partecipanti di American Idol, e non ha menzionato l'album di Kelly che stava per uscire My December o il suo primo singolo Never Again ed inoltre non ha lodato i professionali scrittori di canzoni come Breakaway o Since U Been Gone. Ha solamente menzionato brevemente che la Clarkson ha venduto 15 milioni di album in tutto il mondo fino ad oggi, solamente quando ha fatto i paragoni di vendita con le altre cantanti provenienti dalla stessa trasmissione televisiva.
Inoltre Kelly sostiene che è stata oppressa dalla casa discografica per cantare "Never Again" all'evento di beneficenza Idol Gives Back per promuovere la canzone, dicendo:
"La mia casa discografica voleva che cantassi 'Never Again' mentre io pensavo che promuovere te stesso in un evento di beneficenza era molto squallido. La gente è affamata e muore ed io sono sopra il palco a cantare qualche canzoncina pop allegra?E credetemi, tutti volevano che io la cantassi. Perché sono annoiati e senza anima. Immaginatevi seduti in un luogo dove tutti sono contro di te. Non riuscivano a sentire se non loro stessi?Volevano ricavarci qualcosa dall'AIDS?State scherzando?Insultare un'intera nazione?Ho semplicemente rifiutato."
Ed infatti Kelly ha così cantato la canzone di Patty Griffin Up to the Mountain (MLK Song) allo speciale Idol Gives Back, ed ha invece riservato l'esibizione di Never Again per la sua apparizione all'ultima puntata del talent show.

## Singoli
Never Again è ufficialmente il primo singolo estratto da My December. Il titolo è stato confermato sul suo sito ufficiale il 4 aprile 2007. Il video è stato girato tra l'11 aprile e il 13 aprile a Los Angeles, è in uscita all'inizio di maggio, e sarà ambientato in un aeroporto, dove Kelly sarà una sorta di "fantasma" che tormenta un ex amante. Il singolo è stato diffuso nelle radio statunitensi il 13 aprile. Una versione remix di Dave Aude è stata pubblicata su Internet tramite il sito di VitaminWater il 9 aprile.
Il 13 aprile Never Again è stata ufficialmente diffusa nelle radio statunitensi, e può attualmente essere ascoltato su AOL Music e sul MySpace ufficiale dell'artista.
La première del video sarà il 1º maggio, a Total Request Live (degli USA). Durante un'intervista di Access Hollywood, Kelly Clarkson ha mostrato il "making the video" di Never Again, quest'intervista è stata diffusa su YouTube
Don't Waste Your Time è il secondo singolo tratto dal disco. Uscita anticipata poiché alcune indiscrezioni, tra l'altro ufficialmente confermati, sostengono che la BMG non fosse del tutto soddisfatta del lavoro di Kelly e, temendo che il cd non fosse all'altezza dei precedenti della Clarkson, sperarono di trainarlo con più potenza attraverso un nuovo singolo. Alcuni critici, tra l'altro, hanno anche definito lo stile di Kelly nel video troppo simile a quello della cantante Amy Lee degli Evanescence. In Italia, come Never Again, il singolo non è mai giunto, ma negli Stati Uniti e in altri paesi come Israele ebbe comunque un buon successo.
Il video vede Kelly nei panni di una principessa, con dei lunghi neri capelli mossi e un lungo abito rosso, rinchiusa in un castello coperto da spine, che attende il principe azzurro.

## My December Tour
Kelly Clarkson ha confermato sul suo sito ufficiale che l'11 luglio sarebbe iniziato il tour per promuovere l'album, di cui erano state confermate 36 date, che avrebbero dovuto toccare gli USA e il Canada.
A causa delle scarse vendite di biglietti e alle controversie legate al licenziamento da parte della Clarkson del suo manager, la cantante ha confermato tramite il suo sito ufficiale di aver annullato l'intero tour estivo ammettendo la prematurità di intraprenderlo nell'estate 2007. La cantante ha chiaramente specificato che una nuova serie di concerti verrà organizzata nel minor tempo possibile.
I tabloids americani ritengono che quest'azione dimostri i dissapori della cantante con la sua casa discografica, che non ha apprezzato l'album My December e che l'entourage della cantante voglia evitare un flop mediatico in vista dell'uscita del disco il 26 giugno.

## Tracce
1. Never Again – 3:36 (Kelly Clarkson, Jimmy Messer)
2. One Minute – 3:05 (Kelly Clarkson, Kara DioGuardi, Chantal Kreviazuk, Raine Maida)
3. Hole – 3:01 (Kelly Clarkson, Jimmy Messer, Dwight Baker)
4. Sober – 4:50 (Kelly Clarkson, Jimmy Messer, Aben Eubanks, Calamity McEntire)
5. Don't Waste Your Time – 3:35 (Kelly Clarkson, Jimmy Messer, Malcolm Pardon, Fredrik Rinman)
6. Judas – 3:36 (Kelly Clarkson, Jimmy Messer, Dwight Baker)
7. Haunted – 3:18 (Kelly Clarkson, Jimmy Messer, Jason Halbert)
8. Be Still – 3:24 (Kelly Clarkson, Aben Eubanks)
9. Maybe – 4:22 (Kelly Clarkson, Aben Eubanks, Jimmy Messer)
10. How I Feel – 3:40 (Kelly Clarkson, Jimmy Messer, Dwight Baker)
11. Yeah – 2:42 (Kelly Clarkson, Jimmy Messer, Malcolm Pardon, Fredrik Rinman)
12. Can I Have a Kiss – 3:29 (Kelly Clarkson, Jimmy Messer, Dwight Baker)
13. Irvine – 8:47 (Kelly Clarkson, Aben Eubanks) – contiene la traccia nascosta Chivas[30]

Tracce bonus nell'edizione iTunes
1. Dirty Little Secret – 3:34 (Kelly Clarkson, Jimmy Messer)
2. Never Again (Dave Audé Radio Remix) – 4:11 (Kelly Clarkson, Jimmy Messer)
3. Never Again (Dave Audé Club Mix) – 7:57 (Kelly Clarkson, Jimmy Messer)
4. Not Today – 3:30 (Kelly Clarkson, David Kahne, Jimmy Messer)

Tracce bonus nell'edizione giapponese
1. Chivas – 3:31 (Kelly Clarkson, Jimmy Messer)
2. Fading – 2:53 (Kelly Clarkson, Malcolm Pardon, Fredrik Rinman, David Kahne)

## Successo commerciale
Never Again debutta alla posizione numero 1 sulla classifica Billboard Bubbling Under Hot 100 (e quindi alla numero 101 sulla classifica Billboard Hot 100), alla numero 4 sulla classifica Hot Digital songs con più di 100 000 downloads, e la seconda settimana alla posizione numero 8 sulla classifica Billboard Hot 100.

## Classifiche
| Classifica (2007) | Posizione raggiunta |
| ----------------- | ------------------- |
| Regno Unito       | 2                   |
| Irlanda           | 2                   |
| Stati Uniti       | 2                   |
| Australia         | 4                   |
| Svizzera          | 5                   |
| Germania          | 5                   |
| Paesi Bassi       | 7                   |
| Nuova Zelanda     | 8                   |
| Austria           | 8                   |
| Danimarca         | 17                  |
| Finlandia         | 19                  |
| Belgio (Fiandre)  | 23                  |
| Messico           | 27                  |
| Svezia            | 38                  |
| Belgio (Vallonia) | 62                  |
| Francia           | 180                 |